# Bränntjälen
Bränntjälen är ett naturreservat i Vindelns kommun i Västerbottens län.
Området är naturskyddat sedan 1997 och är 29 hektar stort. Reservatet består i norr av barrskog med äldre tallar och i öster av granskog.